# Oleksiy Tchernychov
Oleksiy Tchernichov (ukrainien : Олексій Михайлович Чернишов), né le 4 septembre 1977 à Kharkiv, est un homme politique et entrepreneur ukrainien. Président du conseil d’administration de Naftogaz puis ministre du gouvernement Chmyhal.

## Biographie
Il fit ses études à l'Université du peuple ukrainien, établissement privé à Kharkiv, puis étudie le droit à l'université Yaroslav le Sage de Kharkiv. Il est ministre du Développement des communautés et des Territoires du gouvernement Chmyhal à partir de mars 2020. Il démissionne de son poste le 2 novembre 2022 pour être nommé le 4 au poste de directeur de Naftogaz. Il est de nouveau ministre de l’Unité nationale, nouvelle appellation du ministère des Territoires occupés et de la Réintégration, depuis le remaniement de l'automne 2024. 
Ministre chargé de faire revenir les émigrés ukrainiens, en juin 2025, il est lui-même accusé de quitter le pays afin d'éviter la responsabilité dans une affaire de détournement de fonds publics pour le montant de 30 millions euros. Sa famille part à l'étranger aussi. Quelques jours plus tard, il revient néanmoins en Ukraine en justifiant son absence par un déplacement de service.
Le 23 juin 2025, il est formellement suspecté d'abus de pouvoir et de prise illégale d'intérêts en lien avec le secteur de la construction. Il est soupçonné d'avoir, lorsqu'il était ministre, de 2020 à 2022, aidé une connaissance à obtenir des terrains pour un projet immobilier à Kyïv. Une caution de près de 2,5 millions d'euros est fixée mais il est autorisé à rester en fonction comme ministre. 